# 1894 Гаффнер
1894 Гаффнер (1894 Haffner) — астероїд головного поясу, відкритий 26 жовтня 1971 року чехословацьким астрономом Любошем Когоутеком. Названий на честь Ганса Гаффнера — астронома Обсерваторії Бергедорфа.
Тіссеранів параметр щодо Юпітера — 3,288.